# هفت لانجین
هفت لانجین یا هفت خواهران دو سنگ قدیمی بود که در شهر همدان قرار داشت و مورد احترام و زیارت مردم همدان قرار داشت. این هفت سنگ با توسعهٔ شهر از بین رفته و در زیر ساختمان‌های جدید مدفون شدند، با این حال اشاره‌های بسیار به آن‌ها در فرهنگ و فولکلور مردم شهر همدان سبب شده تا خاطرهٔ آن در ذهن نسل‌های جدید مردم این شهر نیز حفظ شود و اهمیت تاریخی آن به قوت خود باقی بماند.

## نام‌گذاری
این دو سنگ در میان مردم همدان به هفت لالجین یا هفت خواهران معروف بودند. لانجین روستایی در نزدیکی همدان است که خاک مناسبی برای سفالگری دارد و در آنجا ظروف سفالین ساخته می‌شود. مردم همدان به هر مصنوع سفالی «لالجینی»، «لالجین» یا «لَلینی» می‌گویند. در گویش همدانی لالجین عموماً به ظرف سفالی یا گلی استوانه‌مانند بزرگی گفته می‌شود که برای ساییدن کشک یا نگهداری مایعات و چیزهای دیگر استفاده می‌شود.

## موقعیت
در گذشته سنگ بسیار بزرگی به ابعاد ۲×۲×۳/۵ در شهر همدان کنار رودخانهٔ درهٔ مرادبیگ، و بالای خیابان بوعلی کنونی (بالاتر از میدان دانشگاه و پایین‌تر از مجدیه) قرار داشت که در سطح بالایی آن، شش فرورفتگی مدور شبیه حوضچه‌های گرد وجود داشت که مردم آن‌ها را به لانجین تشبیه می‌کردند. سنگی دیگر نیز به ابعاد تقریبی ۱×۱×۱ چند متر پایین‌تر از سنگ شش لانجین قرار داشت که دارای یک لانجین بود. در فولکلور مردم همدان روایتی وجود دارد که بر اساس آن این سنگ‌ها در ابتدا با هم خواهر و در کنار هم بوده‌اند و سنگ کوچک‌تر از سنگ شش لانجین قهر کرده و جدا شده‌است.
مکان قرارگیری دو سنگ نیز به هفت لانجین معروف بود و زمین‌های اطراف آن یونجه‌زار بود. به دلیل قرارگیری در کنار رودخانه و سرسبزی‌اش به عنوان تفرجگاه مردم نیز دارای اهمیت بود. در روزهای تعطیل مردم بسیاری برای تفریح و گردش به آن نقطه آمده و در جوار آن می‌نشستند. با توسعهٔ شهر همدان و ساختمان‌سازی، سنگ هفت لانجین نیز در زیر ساختمان‌ها مدفون شد. 
زنان و دختران همدانی با کوزه‌های کوچکی که به آن قوزوله یا کوزوله می‌گفتند و پراز ثفل سرکه (در گویش همدانی تج) بود، گردش‌کنان به هفت لالجین رفته و از یونجه‌زارهای اطراف آن یونجه چیده و با «تج» می‌خوردند. در رزوهای سیزده به در نیز گره زدن سبزه در هفت لالجین به ویژه توسط دختران و زنان رایج بود.
لانجین به ظرف سفالی یا گلی استوانه‌مانند بزرگی گفته می‌شود که برای ساییدن کشک یا نگهداری مایعات و چیزهای دیگر استفاده می‌شود.

## زیارت سنگ‌ها
مردم همدان و به‌ویژه زنان این شهر از دیرباز برای نذر و نیاز به هفت لانجین رفته و در آنجا مراسم نذر و نیاز به انجام می‌رساندند. پرویز اذکائی می‌گوید که به آنجا «مکهٔ زن‌ها» گفته می‌شده‌است. او ضمن مقایسهٔ این سنگ مقدس با هفت پستان و شیر سنگی همدان، به نامه‌ای از عین‌القضات همدانی به یکی از مریدانش به نام کامل‌الدوله که قصد عزیمت به سفر حج داشته اشاره می‌کند که در آنجا عین القضات می‌گوید:
«آن قوم که عزم دارند، با ایشان بگو که حج یک بار بکردی، راه خدا نه از راست است و نه از چپ، نه از بالا و نه از شیب، در دل است و دل طلب باید کردن، پس راه رفتن ...؛ بلی، حج بزرگوار کاری است، ولیکن تا مرد از خود به راه خدا برد، بس ادب را درخورد، و این چیز که تو را بدان جایگاه برد، کار هر نامردی نیست که به حج روند. عُمَر خطاب -رض- با (آن) جلالت قدر، هنوز اسرار حج ظاهر نداند ...؛ او بوسه بر حجرالاسود می‌داد و می‌گفت: «اِنّک حجرٌ لاتَضَرٌ و لاتَنفع...» (: تو یک سنگی که نه سودی داری و نه زیانی) تا علی (ع) با او بگوید: «مَهلاً یا عُمَر ...، آن عهدنامۀ بندگان خداست ...، بوسه بر عهد ازل می‌دهند ایشان» (و) تو را همچنان بُوَد که بوسه بر سنگی دهی که در همدان بُوَد، تو را حج به چه کار آید؟»
پرویز اذکائی معتقد است که منظور عین‌القضات از آن سنگ که در همدان است، همان هفت لالجین است که در همدان مورد زیارت و طواف مردم و به ویژه زنان همدانی بوده‌است.
اذکایی همچنین می‌گوید که مکان هفت لانجین یکی از اماکنی بوده که زنان دختران «دم بخت» را «ورانداز» کرده و برای پسران یا مردان جوان «نشان» می‌کردند، و به همین دلیل نیز دختران دم بخت به هفت لانجین می‌رفته‌اند.

## در فولکلور
در اشعار بسیاری به سنگ هفت لانجین اشاره شده و روایت‌های زیادی در مورد آن وجود دارد. ملا پروین همدانی که اشعاری به گویش همدانی سروده می‌گوید:
| قوزولِی تُرشی و کاسِّه ی تِجِ ما مانده دیشب |  | سِرِ هَفت لانجین و ماندیم که اُنارِه کی دیده |

معنی: دیشب کوزهٔ کوچک ترشی، و کاسهٔ ثفل سرکهٔ ما جا ماند، کنار هفت لانجین - و ما منتظر شدیم که (تا ببینیم) که آن‌ها را چه کسی دیده‌است.
| روز سینزِه، قوزولۀ تج می‌وِریم هف لانجین |  | خِش نِکُن، خانِمِه کردم همه رِه گِردواری |

معنی: روز سیزده به در با کوزه‌ای از تج (تفالهٔ انگور) به هفت لانجین خواهیم رفت -  خشم نکن (ناراحت مباش)، خانه‌ام را تمام گردآوری (=جمع و جور) کرده‌ام.
مورخ همدانی در شعری با عنوان «شهر باستانی» که در دفتر آلاله‌های همدان چاپ شده می‌گوید:
| «هَف پسّان» چِشمِه بودش «خانم دراز» [یا «خانه دراز»] |  | «هَف لانجین» سنگ مُغانِه هِمِدان |

معنی: «هفت پستان» سنگی بود در (منتهای کوچهٔ) «خانم دراز» یا «خانه دراز» - و «هفت لانجین» هم سنگی بود یادگار از مُغان همدان.